# Virgilus normalis
Virgilus normalis är en spindelart som beskrevs av Vincent Daniel Roth 1967. Virgilus normalis ingår i släktet Virgilus och familjen mörkerspindlar.
Artens utbredningsområde är Ecuador. Inga underarter finns listade i Catalogue of Life.